# Nonnus atratus
Nonnus atratus är en stekelart som beskrevs av Cresson 1874. Nonnus atratus ingår i släktet Nonnus och familjen brokparasitsteklar. Inga underarter finns listade i Catalogue of Life.